# Buszynka (przystanek kolejowy)
Buszynka (ukr. Бушинка) – przystanek kolejowy w pobliżu miejscowości Buszynka, w rejonie tulczyńskim, w obwodzie winnickim, na Ukrainie. Położony jest na linii Żmerynka – Odessa.